# ウォーゲーミング
ウォーゲーミング (Wargaming) とは、ベラルーシのミンスクで創業され、現在はキプロスのニコシアを本社とするオンラインゲーム企業。16のオフィスと開発センターを所有。
ミリタリー系の多人数参加型オンラインゲーム (MORPG) を中心にリリースしている。

## 概要
会社の名前「Wargaming」は戦争ボードゲームが由来で、eスポーツに力を入れている。コミュニティーからのフィードバックを取り入れてゲームを作り上げる方針を採用しており、より多くの人にゲームを遊んでもらうのが目標とされ、歴史関係も重視している。アニメ関係のコラボレーションが目立つが、同社のCEOであるビクター・キスリーによれば、「非常にすばらしい判断をした」とされている。IPOや上場には特に興味は無いようで、あくまでも「プレイヤーのために最高のゲームを作り続けるのが使命」とされている。
同社のディレクターのイヴァン・モロゾフによると、戦争を推奨しているのか？と聞かれる事もあるそうだが、決してそういう訳ではなく、歴史を忘れないで欲しいという意図を込めている。

## 旭日旗の全面的な使用見送り
2015年7月8日、同社が提供するゲームサービスであるWorld of Warshipsにおいて「旭日旗及びその他歴史的な表記物に関するガイドライン」が定められ、旭日旗を含めた宗教的・民族主義的・政治的なイメージのゲーム内での使用が全面的に見送られることとなった。旭日旗の使用は同ゲームの発表時から物議の対象の一つとなっていたが、一部では旭日旗の使用に対する抗議活動および抗議活動に対する抗議活動なども起こり、このような歴史的・政治的な軋轢がゲームや関連フォーラムに持ち込まれることで多くのプレイヤーに迷惑がかかることを避けるためとしてガイドラインの制定に至った。これにより日本艦船は旭日旗が日章旗に差し替えられた。またMODなどを用いて個人的に旭日旗を使用することに関しては許可されている。このガイドラインが発表された後、Change.orgにて旭日旗の使用再開を求める1万人以上の署名が集まったが、ガイドラインの改定には至らなかった。

## 歴史
- 1998年 - 創業。
- 2010年 - 「World of Tanks」(WoT) の提供をロシアで開始。
- 2012年 - 5月、ソウルに子会社オフィスを開設し、韓国ゲーム市場に参入。2012年には「World of Tanks」の1作だけで約2億1800万ユーロ（約286億円）の年間売り上げを達成[8]。
- 2013年 - 「World of Warplanes」(WoWP)の提供を北米、ヨーロッパで開始。
  - 2月 - 独自のeSportsリーグを発表。
  - 3月 - 「World of Tanks」単一サーバーに対する最多同時接続者数でギネス世界記録を達成。
  - 5月 - 日本法人（ウォーゲーミングジャパン）を設立。同年9月、WoTの日本展開を本格的に開始。
- 2015年 - 「World of Warships」(WoWS)の提供をロシア、北米、ヨーロッパ、アジアで開始。
- 2016年
  - 8月 - SFストラテジーゲーム・「Master of Orion」（フルリメイク版）の提供を開始。
  - 10月 - 日本法人が製作委員会に出資する形でテレビアニメ『終末のイゼッタ』をサポート。
  - 11月 - Wargaming、SEGA、Creative Assemblyは、「Total War：ARENA」の新しい戦略的パートナーシップを発表。
- 2017年 - Wargaming Mobile、モバイルゲーム部門を立ち上げ。
- 2018年
  - 1月 - World of Tanks VRでVR市場に進出。新VR提供会社「Neurogaming」の設立を発表。
  - 1月18日 - 「World of Warships Blitz」の正式サービス開始[9]
- 2022年
  - 4月5日 - ロシア及びベラルーシから撤退[10]。

## 運営タイトル
- World of Tanks
  - World of Tanks Blitz
- World of Warships
  - World of Warships Blitz
- World of Warplanes
- Total War: ARENA（英語版）
- Master of Orion
- Hybrid Wars